# 10th Anniversary Acoustic Album「ACOUSTIC SHISHAMO」
『10th Anniversary Acoustic Album「ACOUSTIC SHISHAMO」』（テンス アニバーサリー アコースティック アルバム アコースティック シシャモ）は、SHISHAMOのアコースティック・アルバム。2023年11月8日にGOOD CREATORS RECORDS / UNIVERSAL SIGMAから発売された。

## 概要
- 本作はバンド初となるアコースティック・アルバム。これまでワンマンライブやイベントのみで披露してきたアコースティック編成のSHISHAMOを音源でも届けたいという思いから制作された記念盤[5]。リリースに先駆けて9月22日から「夏の恋人」[6]、11月1日から「犬ころ」の先行配信が開始された[7]。
- 発売日同日にこれまでのアコースティックライブの映像を集めた「ACOUSTIC SHISHAMO」再生リストがYouTubeの公式チャンネルで公開された[8]。
- 本作のリリースを記念して、バンド初となるアコースティックライブツアー SHISHAMO Billboard Live TOUR「ACOUSTIC SHISHAMO」が2024年1月19日から2月6日まで横浜・東京・大阪のビルボードライブで開催された[9]。

## 収録曲
| 全作詞・作曲: 宮崎朝子、全編曲: SHISHAMO。 |                          |          |            |      |
| #                                          | タイトル                 | 作詞     | 作曲・編曲 | 時間 |
| 1.                                         | 「犬ころ」               | 宮崎朝子 | 宮崎朝子   | 3:56 |
| 2.                                         | 「花」                   | 宮崎朝子 | 宮崎朝子   | 3:57 |
| 3.                                         | 「ロマンチックに恋して」 | 宮崎朝子 | 宮崎朝子   | 3:46 |
| 4.                                         | 「あなたと私の間柄」     | 宮崎朝子 | 宮崎朝子   | 4:02 |
| 5.                                         | 「恋」                   | 宮崎朝子 | 宮崎朝子   | 5:09 |
| 6.                                         | 「ハッピーエンド」       | 宮崎朝子 | 宮崎朝子   | 5:54 |
| 7.                                         | 「夏の恋人」             | 宮崎朝子 | 宮崎朝子   | 5:48 |
| 8.                                         | 「あの子のバラード」     | 宮崎朝子 | 宮崎朝子   | 3:45 |
| 9.                                         | 「みんなのうた」         | 宮崎朝子 | 宮崎朝子   | 4:10 |
| 10.                                        | 「BYE BYE」              | 宮崎朝子 | 宮崎朝子   | 4:55 |
| 11.                                        | 「君と夏フェス」         | 宮崎朝子 | 宮崎朝子   | 4:08 |
| 12.                                        | 「明日も」               | 宮崎朝子 | 宮崎朝子   | 6:07 |
| 合計時間:                                  | 合計時間:                | 55:41    |            |      |

## 楽曲解説
1. 犬ころ
  - これまでライブでのみ演奏されてきた未発表曲で、本作で初めて収録された。2024年リリースの『SHISHAMO 8』に収められたバンドバージョンがユーシーカードの新WEB CM「ちょっと素敵な帰り道」篇に起用された[7]。
2. 花
  - 『SHISHAMO 2』収録曲。
3. ロマンチックに恋して
  - 8thシングル「水色の日々」のカップリング曲で、『SHISHAMO 5』収録曲。
4. あなたと私の間柄
  - 『SHISHAMO 5』収録曲。
5. 恋
  - 『SHISHAMO 4』収録曲。
6. ハッピーエンド
  - 9th配信限定シングルで、『SHISHAMO 8』収録曲。
7. 夏の恋人
  - 5thシングルで、『SHISHAMO 4』収録曲。
  - 漫画家の安斎かりんがこの曲を題材にオリジナル漫画を描き下ろし、楽曲とコラボしたスペシャルコラボムービーが2023年9月25日にYouTubeで公開された[6]。
8. あの子のバラード
  - 『SHISHAMO』収録曲。
9. みんなのうた
  - 『SHISHAMO 3』収録曲。
10. BYE BYE
  - 6thシングルで、『SHISHAMO 5』収録曲。
11. 君と夏フェス
  - 1stシングルで、『SHISHAMO 2』収録曲。
12. 明日も
  - 『SHISHAMO 4』収録曲。

## 参加ミュージシャン

### SHISHAMO
- 宮崎朝子：Acoustic Guitar, Acoustic Piano, Kazoo, Vocal
- 松岡彩：Melodica, Glockenspiel, Percussion, Bass, Electric Piano
- 吉川美冴貴：Cajon, Percussion